# Lill-Ällamisträsket
Lill-Ällamisträsket är en sjö i Jokkmokks kommun i Lappland och ingår i Luleälvens huvudavrinningsområde.